# 11:11 (canção dos Megara)
"11:11" é uma canção da banda Megara que irá representar a San Marino no Festival Eurovisão da Canção 2024, após vencer a final nacional Una voce per San Marino 2024.

A canção atuou na 2ª semifinal, mas não foi apurada para a final.